# Catherine de Savoie
Catherine, née vers 1298 (ou 1304 selon les sources) au Brabant et morte le 30 septembre 1336 à Rheinfelden, est une princesse de la maison de Savoie, fille du comte Amédée V et de Marie de Brabant. Elle fut co-duchesse d'Autriche et de Styrie de 1315 à 1326 par son mariage avec le duc Léopold Ier de Habsbourg.

## Biographie
Catherine serait née vers 1298 (ou 1304 selon les sources) au Brabant. Elle est la fille d’Amédée V (mort en 1323), comte de Savoie, et de sa deuxième épouse Marie (morte avant 1340), fille du duc Jean Ier de Brabant.
Catherine est mariée le 26 mai 1315 à Léopold Ier (1290-1326), duc d’Autriche et de Styrie, troisième fils d'Albert Ier de Habsbourg, roi des Romains assassiné en 1308, et d’Élisabeth de Tyrol, héritière de la maison de Goritz. La cérémonie a eu lieu à Bâle ; pendant les années précédant, les princes de la maison de Habsbourg se sont de plus en plus rapprochés de la dynastie des Luxembourg : la mère de Catherine, Marie de Brabant, est une nièce par alliance de l'empereur Henri VII.
De son mariage avec Léopold, elle a deux filles :
- Catherine (morte en 1349), épouse d'Enguerrand VI de Coucy ;
- Agnès (morte en 1392), épouse du duc Bolko II de Świdnica.

Elle intervient activement dans la lutte des Habsbourg pour regagner le trône du Saint-Empire et correspond avec le pape Jean XXII. Veuve depuis 1326, elle meurt dix ans plus tard. Son corps est inhumé au couvent de Königsfelden. Depuis 1809, les restes de Catherine reposent dans l'abbaye Saint-Paul du Lavanttal.